# 大肚堡會戰
大肚堡會戰，戴潮春事件系列戰役之一，發生於臺灣清領時期同治二年（1863年）間，按察使銜分巡臺灣道丁曰健在九月九日抵達淡水廳滬尾，與團練大臣林占梅會晤後，由丁曰健接管臺灣北路戰務。此役自十月初八日，丁曰健調派淡水廳諸紳民團駐紮梧棲、牛罵頭，進攻天地會在福州厝據點起始，同月廿七日，天地會水師寮何守投降，後茄投庄陳鮄、大肚庄趙戇敗走彰化縣城，同月三十日官民軍收復大肚山西南側、威震烏溪南北岸村落作收。:853、856

## 背景
同治元年（1862年）春，因清廷在臺灣加賦的傳言頻起:131，彰化縣四張犁鄉紳戴潮春與天地會眾在大墩起事，陸續獲得中部地區股首如林日成、洪欉、陳弄等響應，戴潮春等反政府勢力長期盤據彰化縣、嘉義縣地區。同治二年（1863年）春，閩浙總督由耆齡改換成左宗棠，左宗棠鑒於臺灣動亂延宕近一年，鎮壓成效卻始終不彰，便屬意舉薦本籍出身的林文察（阿罩霧林家）率軍返鄉平亂。:852-853:124-126

### 丁曰健來台

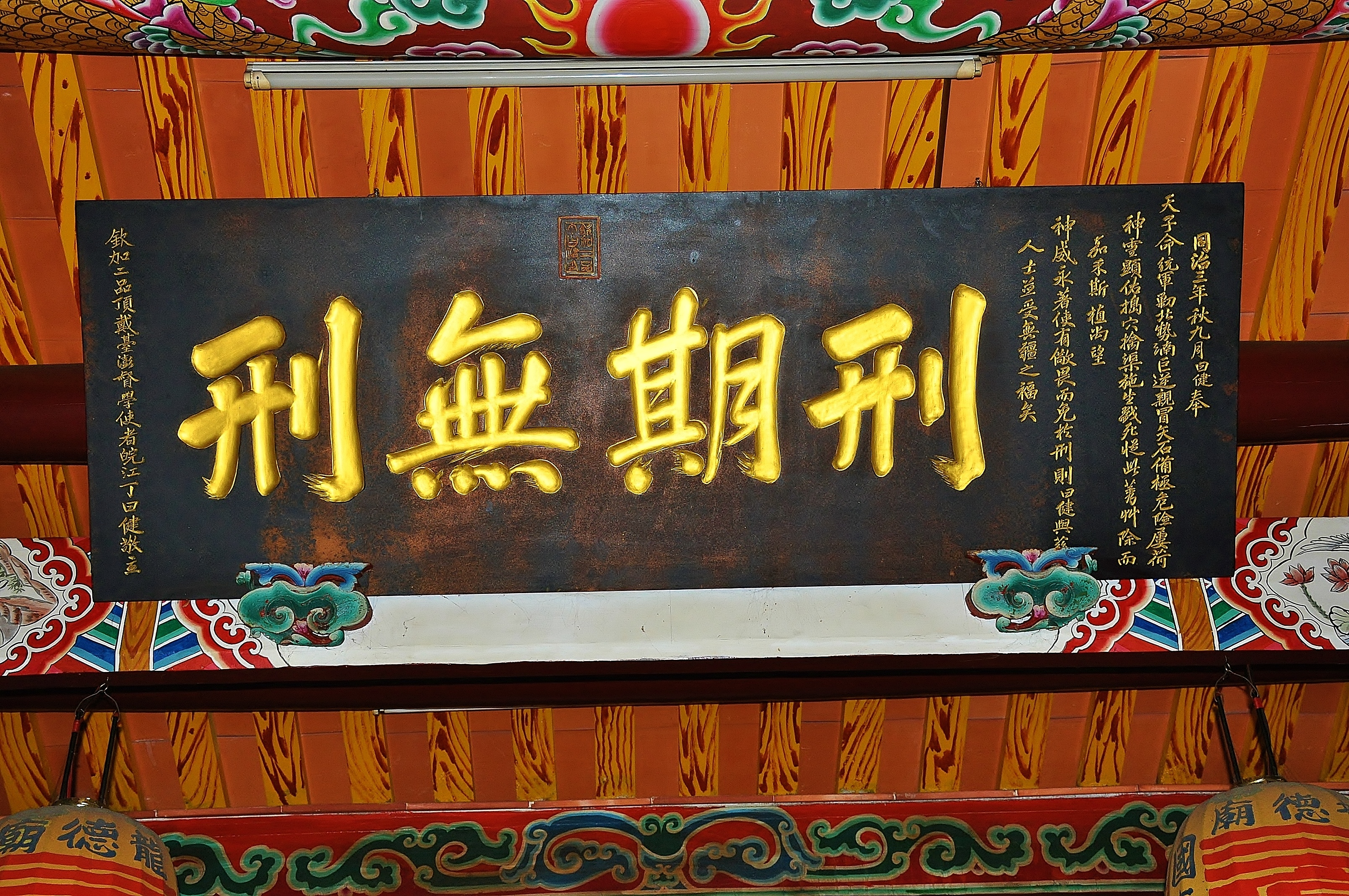
「刑期無刑」匾，由平定戴潮春事件主要官員丁曰健題贈，落款於同治三年（1864年）秋九月，收藏於今南投縣草屯鎮的月眉厝龍德廟。

清廷為防軍權過大，設有「本籍迴避」制度，規定參將以上軍官不得返回原鄉述職，是故左宗棠此舉立即招來非議，福建地方官員如副督布政使張佑之即表達反對的立場，主因於張佑之十分了解林文察做為地方豪紳的背景，不難想像林文察會假借「保衛家園」的名義，對叛軍地主挾帶私怨、進行報復與掠奪之虞。:126-127
左宗棠表示理解張佑之擔憂，幾經爭辯後，依舊在八月十日授林文察「署福建陸路提督」銜，同意讓林文察帶兵返鄉平定臺灣戴亂，但為消除朝廷疑慮，撤除原本賦予林文察「福建水師提督」銜，另增派一大員與林文察共同指揮臺灣戰事；經福建省巡撫徐宗幹舉薦，派赴臺灣平亂的另位大員即丁曰健:853，丁曰健在鳳山縣、鹿仔港廳、嘉義縣、淡水廳皆擔任過官職，在臺灣有許多舊部，是足以做為監視和制衡林文察的人選。:126-127
丁曰健於是被授職為「按察使分巡臺灣兵備道」，該職原由洪毓琛擔任，但洪氏在同治二年（1863年）六月間病卒於任上，原臺灣府知府陳懋烈暫代臺灣道道尹一職；丁曰健上任後（確切任命月份不詳），未循臺灣道尹需赴往臺灣府（今臺南市）上任的舊例，自請在臺灣北部港口上岸，同年九月率領「省兵」400名東渡臺灣，九月九日順利在淡水廳滬尾（今新北市淡水區）登陸，接掌北路軍務。:853-855
至於林文察則在農曆九月十日自泉州啟程，率領400兵丁前往臺灣，登陸地點則是嘉義縣麥寮港（今雲林縣麥寮鄉）:853，或曰臺南鹿耳門的安平港:283）清廷雖然冀望此二員分派南、北登陸，夾擊天地會勢力，但卻無遣派大量援軍支援，全賴丁曰健、林文察憑藉在臺資歷與威望，自負在臺灣就地募兵之任務。:853

### 北路軍務
北路軍務原由時任福建巡撫徐宗幹奏請，竹塹仕紳林占梅出任「全臺團練大臣」，雖有「全臺」之名，但受限天地會動亂之故，林占梅實際能指揮範圍只限大甲溪以北的區域。九月九日，丁曰健自滬尾登陸臺灣島，開始聯絡臺灣的「舊部屬」，南下竹塹途中不斷朝募兵馬，十月份抵達竹塹城後兵勇招募之數達三千餘名:136-137，並與林占梅會合後，部署自大肚山東、西兩路進攻彰化縣城的戰略，在十月初八發兵南進。:856

## 過程
同治二年（1863年）十月初，臺灣道尹丁曰健以周懋琦為參謀、副將關鎮國為前鋒督軍，同時抵達竹塹城。丁曰健指示候補知縣白驥良、民練首領劉維翰（又名劉子謙）率領粵勇400名前往四張犁（今臺中市北屯區:109），與前署淡水同知張世英、羅冠英等會合，要求張世英等進攻犁頭店（今臺中市南屯區:109），以牽制天地會軍力，避免天地會派援軍阻擾大肚山西線的戰役:856，嗣後又遣派游擊陳捷元、大甲汛守備鄭榮、候補同知王楨率軍支援攻打林日成位於四塊厝的根據地。
十月初八日，丁曰健自大甲出兵至牛罵頭（今臺中市清水區），聯絡鰲頭山頭人蔡懷斌與蔡鴻猷、社口頭人楊清珠等鄉勇練團，從牛罵頭出兵，自天地會紅軍打下福州厝（即塗葛堀，今龍井區麗水里:115）、水返厝兩處。十月十七日，丁曰健攻下水裡港（亦今龍井區麗水里）。:856

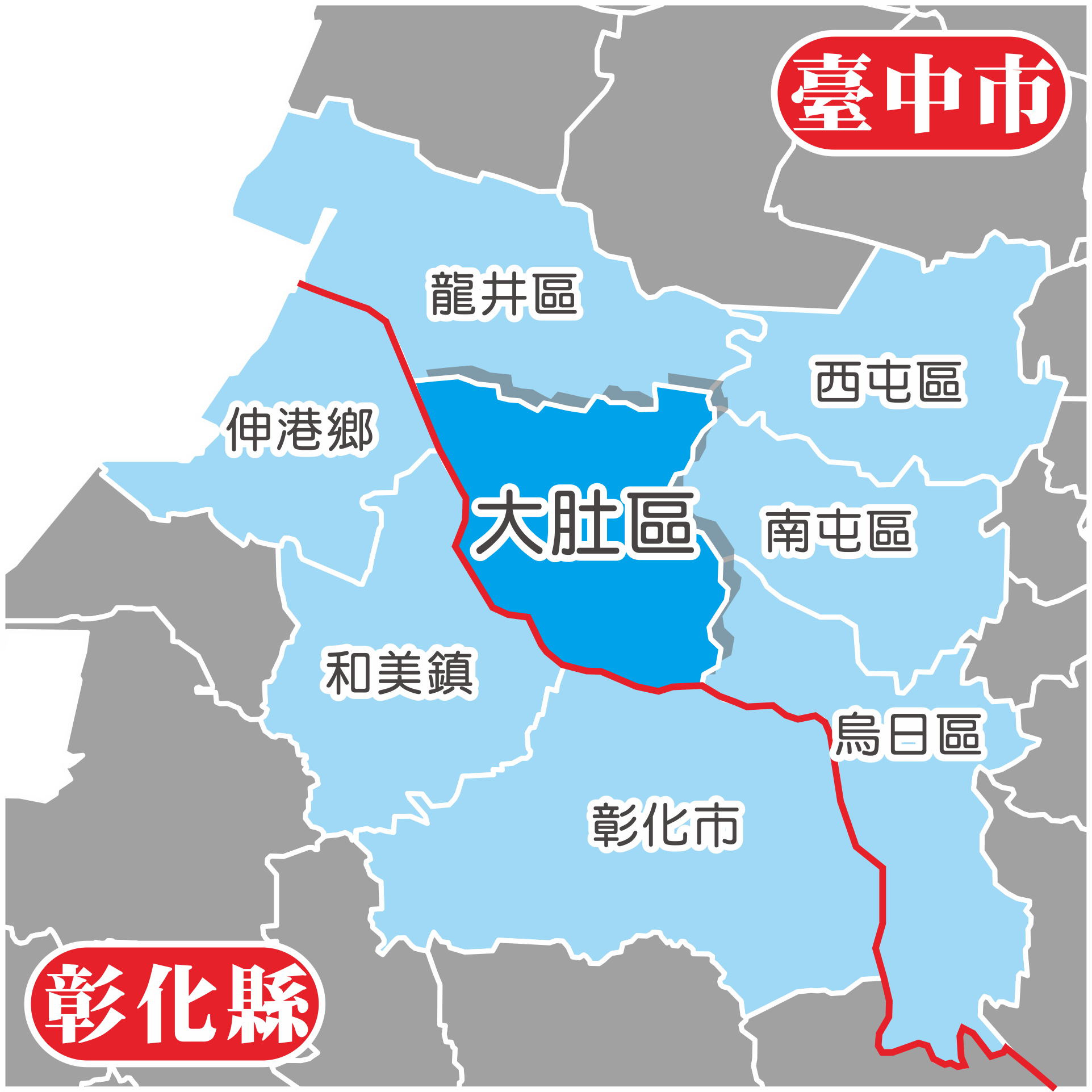
臺中市大肚區的地理位置，也標註周遭行政區域如龍井區所在地。

十月十六日，林占梅同竹塹鄉紳翁林萃、陳尚惠督軍，遣派勇首林忠芸、林南山、鄭義領兵3000人，進逼山腳庄（今臺中市龍井區山腳里），林忠芸部隊的旗幟高揚「保順安良」四個字，表達願意歸順官方者必能保全性命的意思；並要求山腳庄出身的降將林山、林尚兄弟做響導，在周遭的村庄廣發白布條，約以衣襟間有繫上白布者皆是為良民，官民軍不得擅殺；另有民眾協助官民軍將火炮安置於大肚山谷內，林忠芸部隊遂沿途施放火炮，炮聲隆隆響徹山谷，周遭村民莫不依附官民軍，其勢漸眾。天地會部眾扼守茄冬、水師寮以及大肚三大聚落，此三處分別由陳鮄、何守（亦作何首）、趙戇（亦載趙憨）據守，三處有自築炮樓，據大肚山險力守，歷經數次猛攻，皆難以攻破，期間林占梅但凡有生擒對方民丁，皆賞以盤纏釋放，企圖動搖天地會紅軍軍心。
十月廿七日，林占梅兵分三路，偕蔡懷斌、蔡鴻猷出兵水師寮及何厝莊，別令王楨、鄭榮協攻海埔厝，天地會陷入背水一戰，堅守聲勢極強，林占梅再度宣告「降者不殺」，林尚乘勢要求何守投降，官民軍由是插旗水師寮與何厝庄。
茄投頭人陳鮄與大肚頭人趙戇均決議抗官到底；茄投總理陳烏秋原本多次勸說陳鮄一起投降，但陳鮄堅決不從，陳烏秋自率弟子兵在蔡懷斌、蔡鴻猷軍前下跪，泥首請命，獲得林占梅接納。官民兵其他部眾林忠芸、林尚持續揮兵進攻茄冬與大肚，陳鮄、趙戇拚死抗戰，林忠芸趁隙策反陳番嬰，令陳鮄自亂陣腳、棄守茄冬，林忠芸與陳番嬰奪下茄冬，並生擒陳鮄愛妾蔡美娘，後趁勝追擊，進發大肚溪的趙戇部隊。
十月三十日，趙戇主力迎戰自西路而來的林忠芸、林尚部隊，不意蔡宇、鄭榮、王楨引兵從後路殺入，趙戇力戰而敗，同陳鮄南遁彰化縣城。官民軍部隊破獲陳鮄、趙戇家中另藏天地會印鑑、令牌、糧米以及武裝器械無數，將戰利品全數繳交予丁曰健請功。:856

## 後續
- 十月三十日，丁曰健率領北路軍攻下大肚堡諸庄，軍威大振，連大肚溪南側的村庄也聞風不敢妄動，丁曰健也決定一鼓作氣，在十一月初三日集結各路兵馬，與在鹿港屯兵多時的曾玉明攜手，進攻由天地會江有仁駐守的彰化縣城。[4]:856
- 從臺南鹿耳門安平港登陸的「福建陸路提督」林文察則主導南路軍務[12]:283，與曾元福、吳鴻源對嘉義縣諸庄招撫並施，十一月份攻打戴潮春所盤據的斗六門城。[4]:853、856-857